# Atsuo Yamashita
Sensei Atsuo Yamashita est un des premiers experts de karaté envoyé en Europe par maître Hironori Ōtsuka afin de propager le style wado-ryu. Il fut un des premiers résidents de cette discipline en Grande-Bretagne et en Italie.